# Ист-Ратерфорд
Ист-Ратерфорд (англ. East Rutherford) — боро в округе Берген штата Нью-Джерси. Боро является частью внутреннего кольца пригородов Нью-Йорка и находится в 11 км к западу от Манхэттена.
17 апреля 1889 года законодательным актом Нью-Джерси группа посёлков была объединена в Boiling Springs Township. Тауншип получил название из-за активного расцвета общественной жизни. 27 марта 1894 был проведён референдум, итогом которого стало расформирование Boiling Springs Township, и образования на его месте Ист-Ратерфорда, что и произошло 28 марта. Границы субъекта при этом не изменились, но форма правления и название были уже иными.
В Ист-Ратерфорде расположен спортивный комплекс Meadowlands, в который входит Izod Center, бывшая домашняя площадка «Нью-Джерси Нетс» из Национальной Баскетбольной Ассоциации и «Нью-Джерси Дэвилз» в Национальной хоккейной лиги. Также имеется стадион MetLife Stadium, домашняя площадка команды по американскому футболу «Нью-Йорк Джайентс» и «Нью-Йорк Джетс» и место проведения Super Bowl XLVIII, а также стадион Giants Stadium, где тренируются футболисты Giants, Jets и New York Red Bulls. Ист-Ратерфорд является единственным муниципалитетом с населением менее 10 000 жителей, в котором расположены пять профессиональных спортивных команд одновременно.

## Правительство
- Местное самоуправление

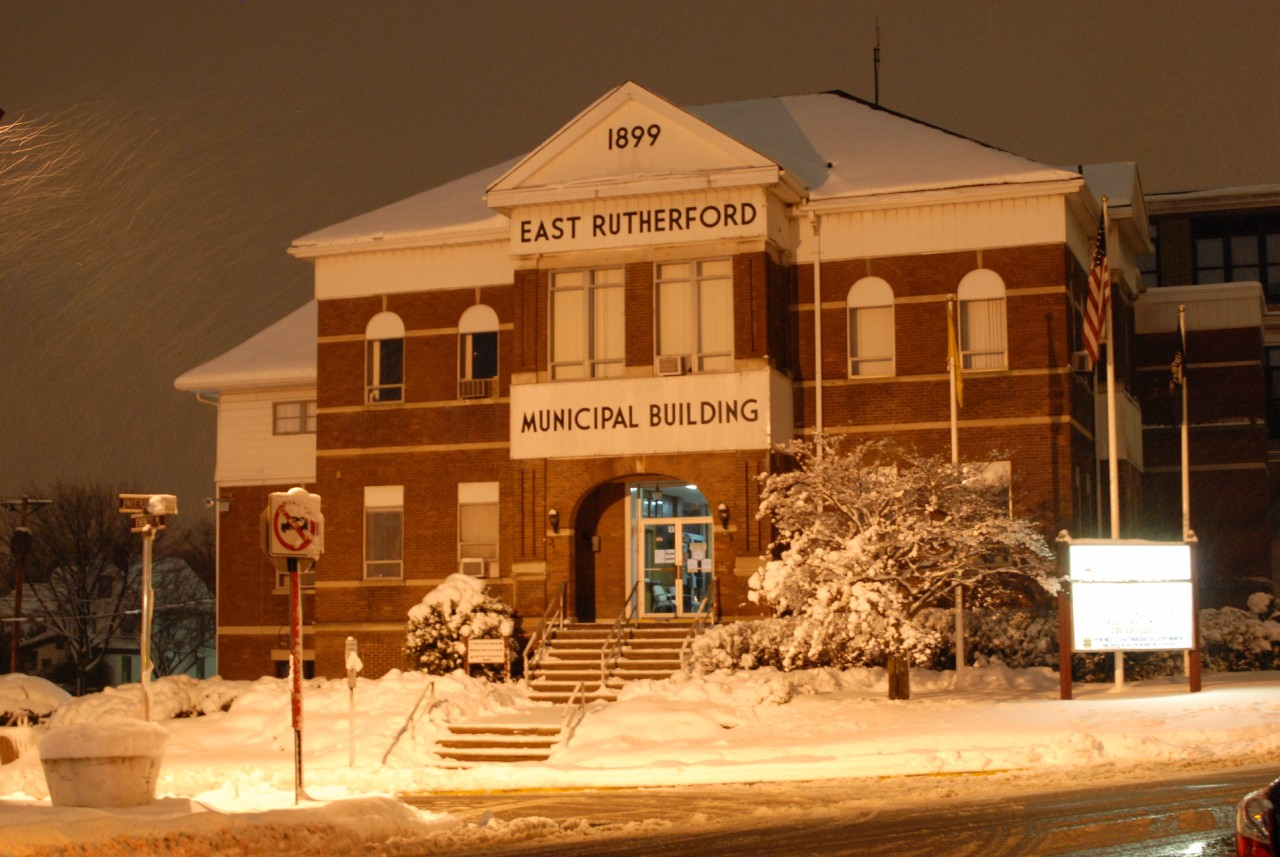
Здание муниципалитета

Деятельность муниципальных органов власти Ист-Ратерфорда регулируется в соответствии формой правления боро Нью-Джерси. Правительство состоит из избираемых мэра и городского совета. Мэр избирается на четырёхлетний срок. Городской совет состоит из шести членов, избираемых на трехлетний срок на основе чередования, с двумя местами, переизбираемыми ежегодно.
- Управление на уровне федерации, штата и графства

Ист-Ратерфорд является 9-м участком для избрания в Конгресс и 36-м участком для избрания в управление штатом согласно законодательству штата Нью-Джерси.
- Политика

По состоянию на день выборов 4 ноября 2008 года было зарегистрировано 4152 избирателей. Из зарегистрированных избирателей, 1 231 (29,6 %) были зарегистрированы как демократы, 1 210 (29,1 %) были зарегистрированы как республиканцы и 1 708 (41,1 %) были зарегистрированы в качестве нейтральных. Три избирателя зарегистрированы в других партиях.

## Известные люди
- Альфред Берд Граф (1901—2001) — ботаник, известен своей богатоиллюстрированной книгой на тему растений[9]
- Генри Хелстоски (1925-99) — член конгресса боро Нью-Джерси восьмого созыва, служил в городском совете от боро в 1956 году и был на посту мэра с 1957 по 1965 годы[10].
- Гарольд C. Холленбек (р. 1938) — член Палаты представителей США[11]
- Генри Хук (р. 1955) — создатель кроссвордов[12]
- Бобби Джонс (р. 1972) — бывший питчер, который играл за «Нью-Йорк Метс»[13]
- Дайан Руджеро — сценарист сериала Вероника Марс[14]
- Дик Витале (р. 1939) — спортивный комментатор, введен в Зал славы Ист-Ратерфорда в 1985 году[15]